# إيمان حسين (ممثلة إماراتية)
إيمان حسينHussienIman - مواليد (17 سبتمبر 1963 -)، ممثلة إماراتية. انضمت إلى مسرح دبي الأهلي في عام 2005. من أهم أعمالها في الدراما التليفزيونية، مسلسلات: (متعب القلب) 2010، (بنات شما) 2010، (أوراق الحب) 2010، و(طماشة) 2010.

## أعمالها الفنية

### للفنانة إيمان حسين أعمال فنية متنوعة ما بين المسلسلات التلفزيونية، والأفلام، والتي نذكر منها:[2]
الطواش- مسلسل، 2019م، من تأليف جمال سالم ، وإخراج عارف الطويل.

- شارع الطيبين- فيلم، 2018م، من تأليف وإخراج أحمد زين.
- حياة ثانية- مسلسل، 2017م، من تاليف علاء حمزة، وإخراج محمد القماص.
- فات الفوت- مسلسل، 2017م، من تأليف خميس اسماعيل المطروشي، وإخراج بطال سليمان.
- قلب العدالة - مسلسل، 2017م، من تأليف والتر باركس، وإخراج أحمد خالد موسى.
- دبي لندن دبي - مسلسل، 2015م، من تأليف عيسى الحمر، وإخراج جمعان الرويعي.
- عام الجمر- مسلسل، 2015م، من تاليف يوسف إبراهيم، وإخراج عمر إبراهيم.

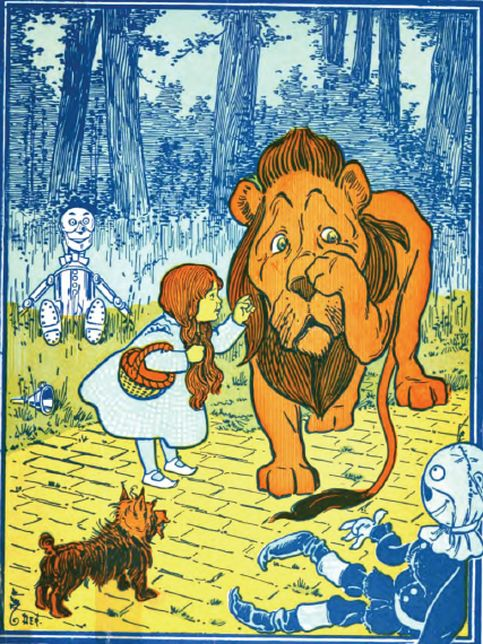

- زيرو فور(04) 3- مسلسل، 2012م، من تاليف لبنى حداد، محمود كامل.
- لبن مثلج- فيلم قصير، 2012م، من تأليف وإخراج أحمد زين.
- اللون المفقود - فيلم ، 2011م، من تاليف رقية الكتبي، وإخراج راوية عبدالله.
- أوراق الحب- مسلسل، 2010م، من تأليف وائل نجم، واخراج إياد الخزوز.
- بنات شما- مسلسل، 2010م، من تأليف صالحة غابش، وإخراج فؤاد سليمان.
- طماشة (ج2) - مسلسل، 2010م، من تأليف محمد طه، وإخراج عارف الطويل.
- متعب القلب، مسلسل، 2010م، من تأليف وائل نجم ، وإخراج جمعان الرويعي.
- الجيران- مسلسل، 2009م، من تاليف عيسى الحمر، وإخراج مصطفى رشيد.
- هديل الليل- مسلسل، 2009م، من تأليف أمين صالح، وإخراج مصطفى رشيد.
- الداية- مسلسل، 2008م، من تأليف حياة الفهد، وإخراج إياد الخزوز.
- ذات ليلة- فيلم، 2008م، من تأليف طلال محمود، وإخراج هاني الشيباني.
- مراسي- فيلم، 2008م، من تأليف طلال محمود وإخراج حاتم صلاح الدين.
- سالي في رحلة العجائب- مسلسل رسوم متحركة، 1986م، من تأليف ال. فرانك بوم، وإخراج ماسارو تونجوشي.
- السيارة المرحة بومبو- مسلسل رسوم متحركة- 1985م، من تأليف سناء التكمجي، وإخراج إيجي أوكابي.

## المسرح
قدمت الفنانة إيمان حسين أكثر 14 عملاً مسرحيًا، وعلى الرغم من عضويتها في مسرح دبي الشعبي الا أنها تبادر للمشاركة في كافة الأعمال والمسرحيات التي تطلب منها الفرق الوطنية الأخرى المشاركة فيها ، خصوصا تلك الاعمال التي تحمل حسا وطنيا، فهي ترى ان الفن في محصلته الاخيرة يجب ان يخدم هما وطنياً وانسانياً. وتؤكد الفنانة إيمان حسين ضرورة أن تشارك المرأة الإماراتية بقوة في المسرح من أجل طرح همومها وقضاياها والمساهمة بفاعلية في النهضة التي شهدها الدولة في كافة الميادين والتي لا يمكن أن تستكمل دون مشاركتها. من بين الأعمال المسرحية التي قدمتها، مسرحية "لا هواء" والتي تقول عنها أنها أدت دورها في المسرحية كما لو أنها تعيش في وقائع وأحداث هذه القضية وابعادها النفسية والوطنية، وكما لو كانت تكتوي بنار الظلم والعسف الذي يعيشه الفلسطينيون في الأراضي الفلسطينية.
كما أن الفنانة إيمان حسين قدمت حوالي 13 فيلمًا وثلئقياً في مهرجان دبي السينمائي.

## روابط خارجية
- إيمان حسين على موقع قاعدة بيانات الأفلام العربية